# Helene Johansson
Monica Helene Johansson (* 9. Juli 1965; ⚭ Monica Helene Björk) ist eine ehemalige schwedische Fußballspielerin. Die Stürmerin spielte von 1981 bis 1995 in der Nationalmannschaft, mit der sie 1984 die erste Europameisterschaft (der Frauen) gewann.

## Karriere

### Vereine
Johansson gehörte im Laufe ihres Vereinsfußballs zunächst dem Ahlafors IF an. Anschließend kam sie für den im Göteborger Vorort Mölndal ansässigen Jitex BK, für GAIS Göteborg und den in Öxabäck ansässigen Öxabäck IF in der Damallsvenskan, der höchsten Spielklasse im schwedischen Frauenfußball zum Einsatz.

### Nationalmannschaft
Am 26. September 1981 debütierte sie in der Nationalmannschaft, die das in Freundschaft ausgetragene Länderspiel gegen die Nationalmannschaft der Niederlande in Borås mit 7:0 gewann und den Niederländerinnen damit gegenwärtig die höchste Länderspielniederlage zufügten. Bei der letztmals 1982 ausgetragenen Nordischen Meisterschaft erzielte sie beim 4:0 gegen die Nationalmannschaft Finnlands mit der 1:0-Führung in der elften Minute ihr erstes Länderspieltor. Der fünfmal zuvor in Folge gewonnene Titel konnte jedoch nicht verteidigt werden.
1984 nahm sie an der ersten (für Frauen) offiziell ausgetragenen Europameisterschaft teil und erreichte mit ihrer Mannschaft die Finalrunde. Im seinerzeit in Hin- und Rückspiel ausgetragenen Finale gegen die Nationalmannschaft Englands konnte kein Sieger ermittelt werden, da sowohl in Göteborg als auch in Luton jede Mannschaft mit 1:0 das Spiel für sich entscheiden konnte. Im notwendig gewordenen Elfmeterschießen vergab sie als Einzige ihrer Mannschaft, die dennoch mit 4:3 den Titel gewann; daran hatte ihre Torhüterin Elisabeth Leidinge mit zwei abgewehrten Schüssen erheblichen Anteil.
Drei Jahre später erreichte sie mit Schweden erneut das Finale, das fortan in einem Spiel ausgetragen wurde. Gegner war die Nationalmannschaft Norwegens, die den Titel mit einem 2:1-Sieg das erste Mal gewannen.
Ein Jahr später nahm sie mit ihrer Mannschaft am FIFA-Frauen-Einladungsturnier 1988 – der inoffiziellen Weltmeisterschaft – in der Volksrepublik China teil. Im erreichten Finale war sie mit ihrer Mannschaft erneut der Nationalmannschaft Norwegens – mit 0:1 – unterlegen. Gegen diese Mannschaft scheiterten die Schwedinnen im Halbfinale der EM 1989 abermals, gewannen jedoch das Spiel um Platz 3 durch ihr 2:1-Siegtor in der 94. Minute über die Nationalmannschaft Italiens.
Zwei Jahre später konnten sich die Italienerinnen im Viertelfinale der Qualifikation revanchieren: nach einem 1:1 in Schweden reichte ihnen ein torloses Remis im Heimspiel, um dank der Auswärtstorregel die Endrunde zu erreichen. Als bester Viertelfinalverlierer hatten sich die Schwedinnen jedoch für die erste (für Frauen) offizielle Weltmeisterschaft qualifiziert, die 1991 in der Volksrepublik China stattfand. Johansson wurde in zwei Gruppenspielen sowie im Viertelfinale beim 1:0-Sieg über die Nationalmannschaft Chinas – in dem sie zweimal mit der Gelben Karte verwarnt wurde – und im Spiel um Platz drei eingesetzt, in dem sie Europameister Deutschland mit 4:0 besiegten.
Die EM 1993 fand dann ohne Schweden statt, da sie im Viertelfinale der Qualifikation an der Nationalmannschaft Dänemarks scheiterten. Zwei Jahre später erreichte sie mit ihrer Mannschaft abermals das Finale, in dem sie jedoch nicht eingesetzt wurde. Im Halbfinalhinspiel gegen die Nationalmannschaft Norwegens hatte sie bei der 3:4-Auswärtsniederlage noch das Tor zum 3:2-Zwischenstand erzielt und auch beim 4:1-Sieg im Rückspiel wirkte sie in der ersten Spielzeit mit.
Nach den EM-Halbfinalspielen nahm sie mit ihrer Mannschaft an der zweiten Austragung des Turniers um den Algarve-Cup teil, der durch ein 3:2 n. V. über die Nationalmannschaft Dänemarks gewonnen wurde. Ihren letzten Einsatz als Nationalspielerin hatte sie am 26. März 1995 im Finale der in Deutschland ausgetragenen Europameisterschaft – ihrer sechsten – in dem sie mit ihrer Mannschaft der Mannschaft des gastgebenden Landes mit 2:3 unterlegen war. Für die WM 1995, deren Ausrichter ihr Heimatland war, fand sie keine Berücksichtigung (mehr).
Für die in ihrer Heimat vorgesehene WM 1995 fand sie keine Berücksichtigung mehr. Mit 23 Toren in 88 Länderspielen beendete sie ihre Karriere und belegt gegenwärtig Platz 12 der Torschützinnenliste.

## Erfolge
- Dritter Weltmeisterschaft 1991
- Europameister 1984
- Finalist Europameisterschaft 1987, 1995
- Dritter Europameisterschaft 1989
- Finalist FIFA-Frauen-Einladungsturnier 1988 (inoffizielle Weltmeisterschaft)
- Algarve-Cup-Sieger 1995

## Sonstiges
Ihre Zwillingsschwester Ingrid spielte ebenfalls für die A-Nationalmannschaft, für die sie 28 Länderspiele bestritt. Zeitweise spielten beide gemeinsam, bspw. bei der WM 1991.